# François de Paule Bretonneau
Pour les articles homonymes, voir Bretonneau.
François de Paule Bretonneau, né le 31 octobre 1660 à Tours et mort le 22 mai 1741 à Paris, est un prédicateur, librettiste et dramaturge néo-latin d’opéras français.

## Biographie
Entré au noviciat le 14 septembre 1675, Bretonneau se fit connaître comme prédicateur et fut pendant quatre ans préposé de la Maison professe des jésuites de Paris. Il révisa et édita des Sermons de ses confrères Bourdaloue, Cheminais et Giroust. Le Père La Rue lui appliquait à cette occasion ces paroles de l’éloge que l’Église fait de saint Martin, et l’appelait Trium mortuorum suscitator magnificus. Il revit aussi les Œuvres spirituelles du Père Valois, et une partie des Sermons du Père La Rue. On doit rendre justice à chacune des Préfaces qu’il a mises à la tête de ces éditions. Les Analyses qu’il a faites des Discours dont il est l’éditeur sont exactes, claires, précises et très propres à donner aux jeunes orateurs chrétiens l’idée d’un plan bien concerté et bien rempli par l’enchaînement des preuves. Bretonneau était prédicateur lui-même. Ses Sermons, ses Panégyriques, ses Discours et ses Mystères, en 7 vol. in-12, publiés en 1743 par le Père Berruyer, respirent une éloquence chrétienne. Les grâces de l’action lui manquaient, mais il avait toutes les autres parties de l’orateur sacré. Ses vertus furent l’appui de ses Sermons. On a encore de Bretonneau des Réflexions chrétiennes pour les jeunes gens qui entrent dans le monde, in-12.
Il a écrit les livrets de Celse martyr en 1687 et de David et Jonathas H.490 en 1688, 2 tragédies en musique ou "tragédies bibliques" de Marc-Antoine Charpentier. La partition de Celse martyr est perdue.

## Publications
- Réflexions chrétiennes pour les jeunes gens qui entrent dans le monde, Paris, 1708, in-12 ;
- Sermons, panégyriques et discours sur les Mystères, ibid., 1743, 7 vol. in-12.
- Sermons du père Bourdalouë, de la Compagnie de Jésus, pour les dimanches, 1720, Lyon chez Anisson & Posuel
- Sermons du père Bourdalouë, de la Compagnie de Jésus, pour les festes des saints, 1737, Lyon chez Anisson & Posuel
- Celse martyr, tragédie en musique, Paris, Vve C. Thiboust et P. Esclassan, 1687.
- David et Jonathas, tragedie en musique, qui sera représentée sur le théâtre du collège de Louis le Grand, le 28 février, Paris, Veuve de Claude Thiboust, et Pierre Esclassan, 1688.
- Abrégé de la Vie de Jacques II, in-12.Ouvrage tiré d’un écrit de son confesseur.